# قرطاية الجديدة
قرطاية الجديدة (بالإسبانية: Nueva Carteya)‏ إحدى بلديات مقاطعة قرطبة إحدى مقاطعات إسبانيا، و التي تقع في منطقة الأندلس جنوب إسبانيا. يبلغ عدد سكانها 5.567 نسمة وفقاً لإحصائية سنة (2007). عرفت باسم قَرْيَانة في العهد الإسلامي.